# Representación legal

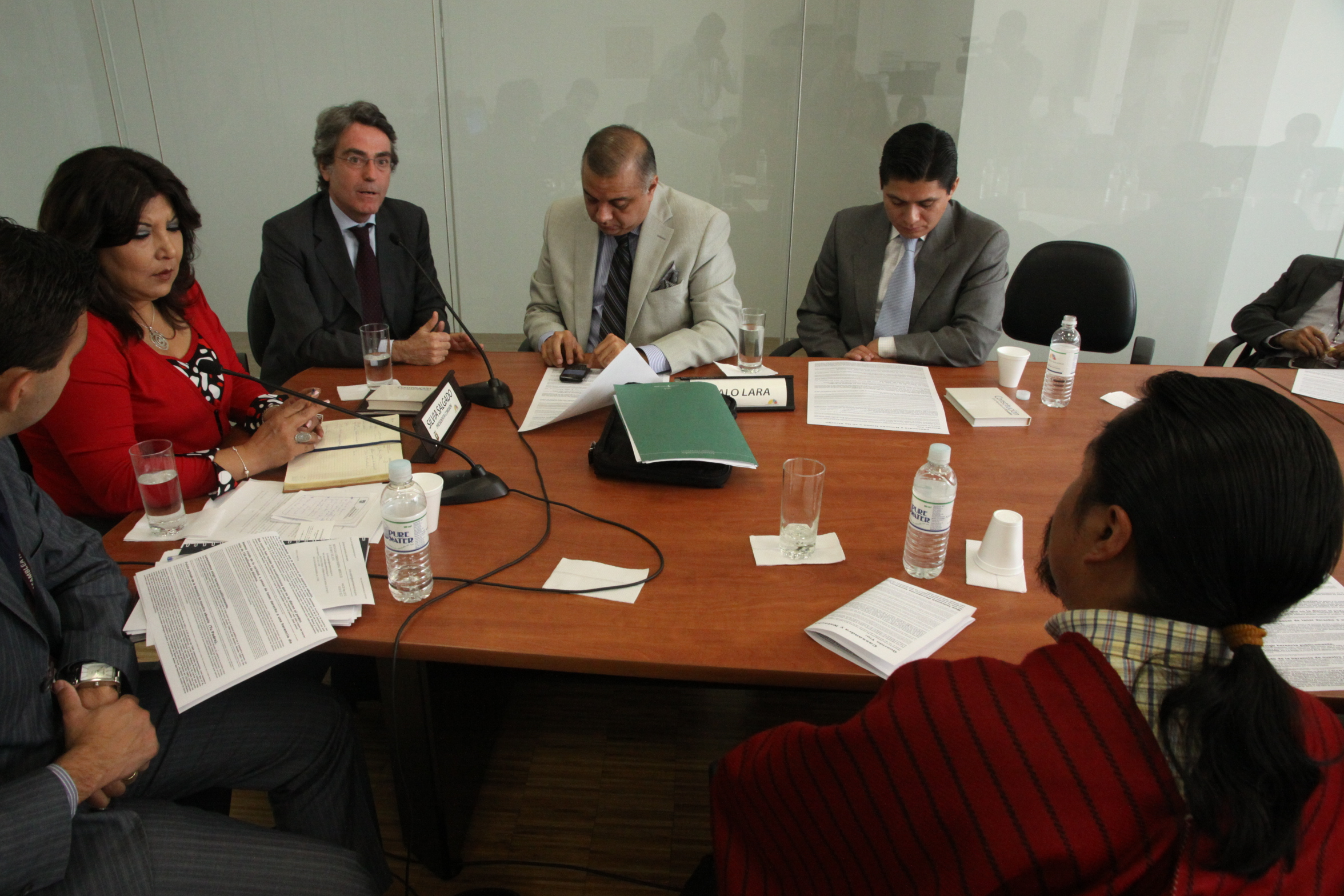
Política ecuatoriana (derecha, de rojo) y su representante legal (a su izda.) hablando en su nombre frente a una comisión parlamentaria.

La representación legal es la facultad otorgada por la ley a una persona para obrar en nombre de otra, recayendo en esta los efectos de tales actos. El ejercicio de esa representación puede ser obligatorio para el representante.
Es un ejemplo típico de representación legal la representación de los hijos menores por sus padres en virtud de la patria potestad.
La representación legal suele diferenciarse de la representación contractual (como la que resulta del contrato de (mandato). Según la terminología de los diversos sistemas jurídicos, puede englobar o no el caso de la representación conferida judicialmente en aplicación de la ley. Así, la representación del menor huérfano por un tutor designado judicialmente puede considerarse también un caso de representación legal, o bien de una categoría diferente de representación judicial
Si el presidente de un directorio no puede asistir a una reunión puede nombrar a,un representante legal a que lo represente y actue y tome decisiones por el.   
Así mismo si un funcionario público por causas extraordinarias no puede ejercer el cargo público pero jurídicamente es titular del cargo público legalmente puede nombrar representantes legales para que actúen en decisiones administrativas.